# Express (journal allemand)
Pour les articles homonymes, voir Express.
Express est un journal quotidien allemand local publié à Cologne. Il apparaît avec sa propre section locale dans les régions de Cologne, Düsseldorf et Bonn ; Cependant, il est également disponible dans les environs (Aix-la-Chapelle, Mönchengladbach, Duisbourg) sans section locale propre.

## Histoire
Alfred Neven DuMont, le rédacteur fondateur, a l'idée de créer son propre tabloïd. En décembre 1963, il lit dans le Kölner Stadt-Anzeiger, journal de son groupe, que le Springer-Verlag et le Rheinische Post veulent lancer un tabloïd commun, Der Mittag, à Düsseldorf et Cologne en février 1964. Ce projet donne naissance au propre journal tabloïd de l'éditeur. L'année de création, l'objectif est de vendre 30 000 exemplaires ; en 1965, 100 000 exemplaires sont sur le marché, avec une tendance croissante.
Le premier numéro d’Express paraît en exemplaire gratuit le 29 février 1964 et rapporte l'accident du vol British Eagle International Airlines 802. La distribution régulière débute le 2 mars 1964 avec un premier tirage de 30 000 exemplaires. L'édition de Bonn paraît en octobre 1965, suivi en octobre 1967 par l'édition de Düsseldorf, après l'arrêt du tabloïd déficitaire Mittag le 20 septembre 1967, laissant derrière lui 285 000 lecteurs. Le premier numéro du Sonntag Express paraît le 1er juillet 1973. Depuis novembre 1999, le troisième neveu de DuMont, Christian DuMont Schütte, en est le co-éditeur. Konstantin Neven DuMont, le fils d'Alfred Neven DuMont, occupait également ce poste, mais il fut licencié en novembre 2010 à la suite de conflits familiaux.
Le concurrent direct Bild a un tirage vendu de 17 436 exemplaires à Cologne, contre 63 373 pour l'édition principale de l’Express Cologne/Bonn (2012), l'édition totale de l’Express comptait 349 776 exemplaires. Cela fait de l’Express le leader du marché parmi les quotidiens et tabloïds de Cologne. Cette position de leader du marché fut menacée lorsque, dans le cadre de la guerre des journaux de Cologne, le quotidien gratuit 20 Minutes, financé par la publicité, fut publié à Cologne le 13 décembre 1999 avec un tirage de 150 000 exemplaires. Le tribunal régional supérieur de Cologne (arrêt du 1er mai 2001) ainsi que la Cour fédérale (arrêt du 20 novembre 2003) rejettent le recours de la maison d'édition DuMont contre 20 Minutes, parce que les journaux gratuits comme 20 Minutes, comme les quotidiens établis , sont protégés par le droit fondamental à la liberté de la presse et celle-ci prime sur la loi contre la concurrence déloyale pour autant qu'aucun effet menaçant l'existence de l'entreprise ne puisse être prouvé.
Depuis octobre 2018, l’Express reçoit son contenu national de Redaktionsnetzwerk Deutschland.